# Comunità montana Fontanabuona
La Comunità montana Fontanabuona era un comprensorio montano della Liguria, in provincia di Genova, formato dai comuni di: Avegno, Bargagli, Carasco, Cicagna, Cogorno, Coreglia Ligure, Favale di Malvaro, Leivi, Lorsica, Lumarzo, Moconesi, Neirone, Orero, San Colombano Certenoli, Sori, Tribogna e Uscio.
Per disposizioni collegate alla legge finanziaria 2011 la comunità montana, così come tutte le altre della Liguria, è stata soppressa con la Legge Regionale n° 23 del 29 dicembre 2010 e in vigore dal 1º maggio 2011.
L'ente locale aveva sede a Cicagna - ove ha sede anche l'Ecomuseo "La via dell'ardesia" - e l'ultimo presidente, eletto nel 2009, era Corrado Bacigalupo, sindaco di Tribogna dal 2004 al 2014.

## Storia

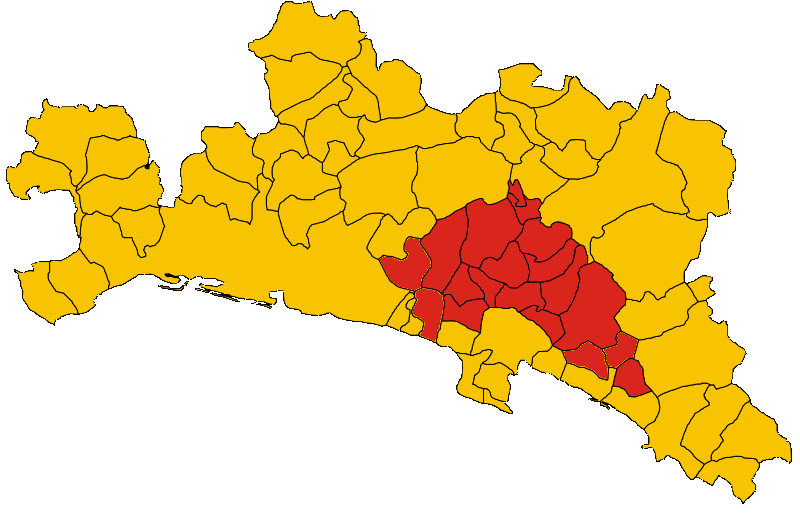
I comuni della comunità montana all'istituzione dell'ente nel 1973

L'ente era stato istituito dopo le approvazioni delle leggi regionali n° 15 e 27 del 1973, emanate dalla Regione Liguria dopo l'istituzione ufficiale delle Comunità montane con la legge n° 1102 del 3 dicembre 1971.
Con le nuove disposizioni della Legge Regionale n° 6 del 1978 la comunità montana assumeva, direttamente dalla regione, le funzioni amministrative in materia di agricoltura, sviluppo rurale, foreste e antincendio boschivo.
Con la disciplina di riordino delle comunità montane, regolamentate con la Legge Regionale n° 24 del 4 luglio 2008 e in vigore dal 1º gennaio 2009, non facevano più parte dell'originaria comunità montana i comuni di Bargagli, Carasco, Leivi e Sori che avevano delegato la stessa alle funzioni amministrative in materia di agricoltura, sviluppo rurale, foreste e antincendio boschivo assieme ai comuni non compresi di Chiavari, Lavagna e Pieve Ligure.
Dal 1º maggio 2011 l'ente montano è stato soppresso con il trasferimento delle deleghe in materia nuovamente alla Regione e ai comuni interessati.

## Geografia fisica
La comunità montana si estendeva principalmente lungo la val Fontanabuona, una valle del Genovesato che corre per 25 chilometri, all'incirca da Nord-Ovest a Sud-Est, parallela alla costa del Golfo del Tigullio, circa dal Passo della Scoffera a Carasco, delimitata a Nord dallo spartiacque dell'Appennino Ligure e a Sud dalle colline antistanti il mare, formate dal Monte Croce di Bargalla (metri 864 s.l.m.) e Croce di Fo (metri 976 s.l.m.). Nella comunità era compresa anche l'alta valle del torrente Recco con i paesi di Calcinara e Uscio.
La città di Chiavari e di Lavagna sono collocate allo sbocco finale della valle fontanina, che ne costituiscono, in modo amministrativo ma non storicamente, il centro di cultura e di economia.
La valle è collegata a Genova per mezzo della galleria delle ferriere, che unisce Bargagli a Ferriere, un comune posto quasi alle sorgenti della fontanina. Mentre il Passo dello Scoffera unisce la val Fontanabuona alla Valbrevenna che la collega a Busalla e da qui alla Pianura Padana.
La terra è di una bellezza aspra e scoscesa, difficile da raggiungere ma come dice il nome Fontanabuona è un territorio ricco di acqua  pura, dove cresce tutto con facilità.
Alla sua facile accessibilità moderna per mezzo dell'autostrada A12 Genova-Livorno, non corrisponde un altrettanto facile accesso ai rinnovati antichi itinerari montani, dove vengono pratiche escursioni, palestra di roccia, bicicletta da montagna e ricerca mineralogica nelle antiche e abbandonate miniere. Vantaggio e svantaggio per gli appassionati che vagano solitari in questi affascinanti boschi, incontrando inusitate trattorie domenicali, con antica genuina cucina ligure, perfino di origine celtica (testaioli).

## Galleria d'immagini

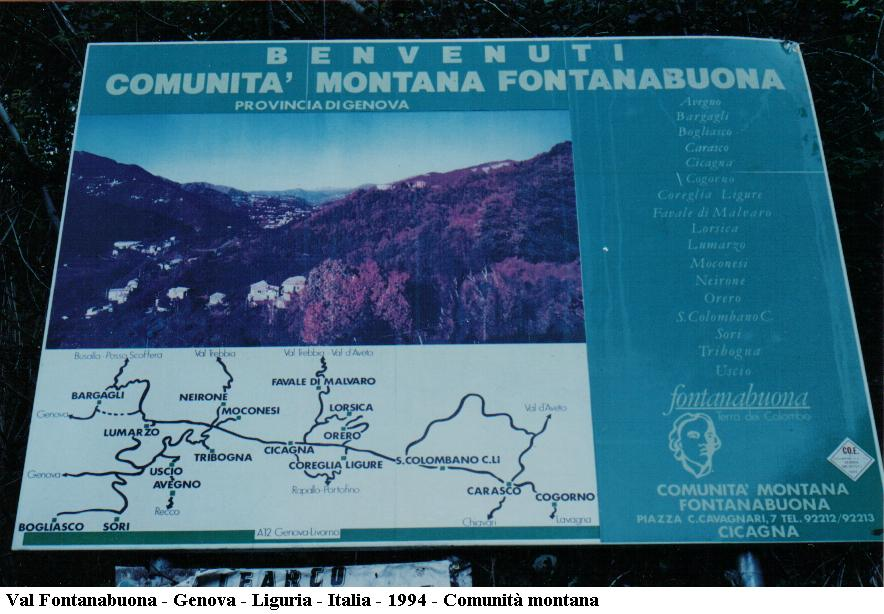
Cartellonistica della comunità
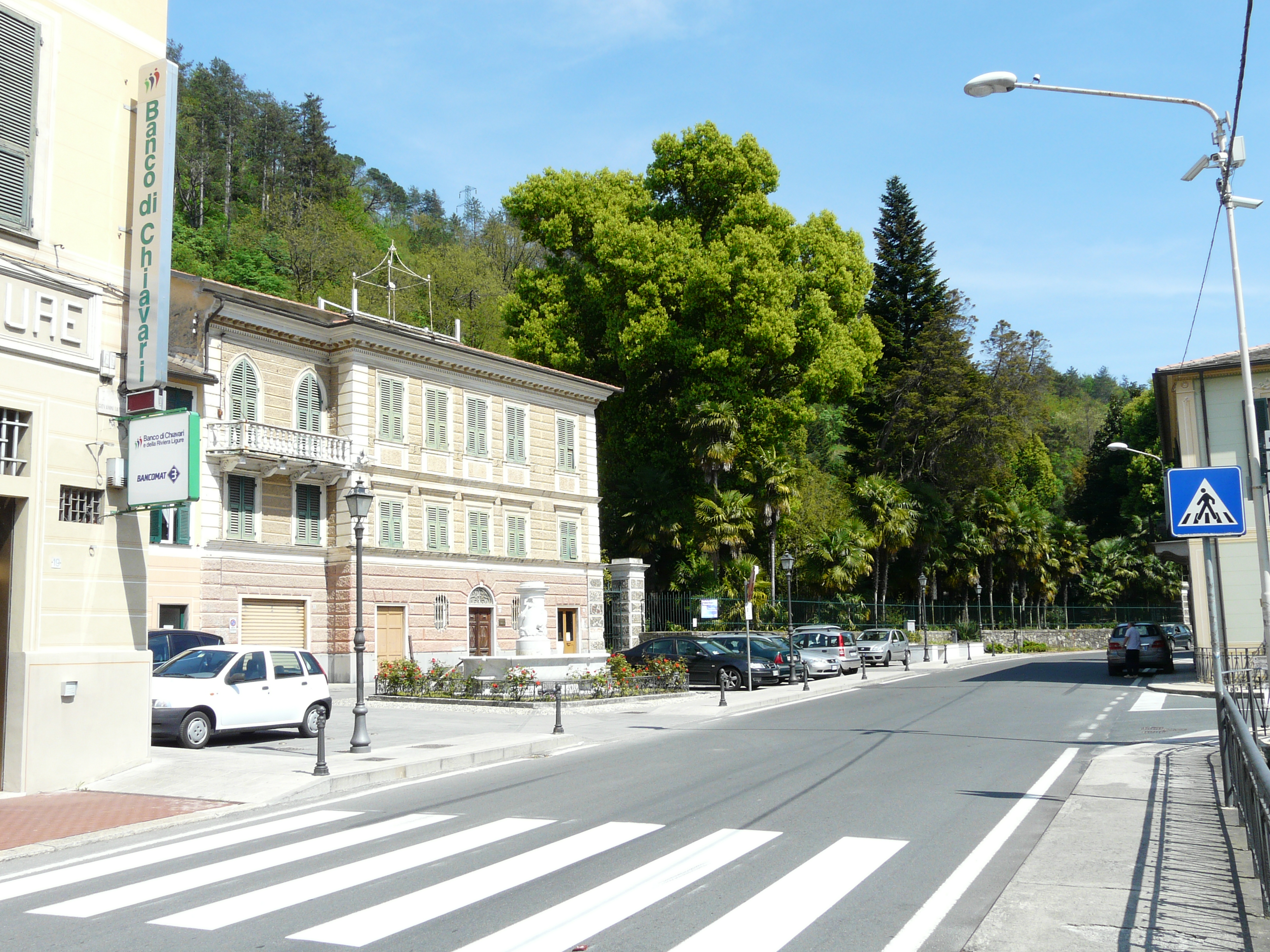
Piazza Cavagnari a Cicagna, sede dell'ente